# Alphonse Decuyper
Alphonse Decuyper (1877 - 7 de juny de 1937) va ser un waterpolista francès que va competir a cavall del segle xix i el segle xx.
El 1900 va prendre part en els Jocs Olímpics de París, on va guanyar la medalla de bronze en la competició de waterpolo, tot formant part del Libellule de Paris.